# بل ایرکرفت
بل ایرکرفت (انگلیسی: Bell Aircraft) یک شرکت فعال در حوزه هوافضا در آمریکا بود که هواگردهایی نظیر تعدادی هواپیمای جنگنده در طی جنگ جهانی دوم و نیز بل ایکس-۱ را که نخستین هواپیمای مافوق صوت را ساخت. این شرکت در سال ۱۹۶۰ توسط تکستران خریداری شد و امروزه با نام بل هلیکوپتر فعالیت می‌کند.